# 복사선 측정

측광량과 방사량의 비교

복사선 측정 또는 복사측정(Radiometry)은 가시광선을 포함한 전자기파를 측정하는 기술들의 집합이다. 광학에서 복사선 측정 기술은 빛이 인간의 눈과 상호작용하는 특성을 다루는 광도측정 기술과는 달리, 공간에서 복사선의 일률 분포를 특성화한다. 복사선 측정과 광도측정의 근본적인 차이는 복사선 측정이 전체 광학 복사 스펙트럼을 다루는 반면, 광도측정은 가시 스펙트럼에 한정된다는 점이다. 복사선 측정은 광자 계수와 같은 양자광학 기술과는 구별된다.
방사선계를 사용하여 복사선 속을 측정함으로써 물체와 기체의 온도를 결정하는 것을 고온측정이라고 한다. 휴대용 고온 측정 장치는 종종 적외선 온도계로 판매된다.
복사선 측정은 천문학, 특히 전파천문학에서 중요하며 지구 원격 탐사에서 중요한 역할을 한다. 광학에서 복사선 측정으로 분류되는 측정 기술은 일부 천문학 분야에서는 용어의 광학적 사용과는 반대로 측광학이라고 불린다.
분광복사측정(Spectroradiometry)은 좁은 파장 대역에서 절대 복사량을 측정하는 것이다.

## 적분 및 스펙트럼 복사량
적분량(방사속 등)은 모든 파장 또는 진동수의 복사선에 대한 총 효과를 나타내고, 스펙트럼량(복사 일률 등)은 단일 파장 λ 또는 진동수 ν의 복사선 효과를 나타낸다. 각 적분량에는 고려되는 진동수 또는 파장 범위로 적분량을 나눈 값으로 정의되는 해당 스펙트럼량이 있다. 예를 들어, 방사속 Φe는 스펙트럼 복사 일률 Φe,λ 및 Φe,ν에 해당한다.
적분량의 스펙트럼 대응값을 얻으려면 극한 전이가 필요하다. 이는 정확히 요청된 파장 광자의 존재 확률이 0이라는 아이디어에서 비롯된다. 방사속을 예로 들어 그 관계를 보여주자.
단위가 W인 적분속:
{\displaystyle \Phi _{\mathrm {e} }.}
단위가 W/m인 파장별 스펙트럼 속:
{\displaystyle \Phi _{\mathrm {e} ,\lambda }={d\Phi _{\mathrm {e} } \over d\lambda },}
여기서 {\displaystyle d\Phi _{\mathrm {e} }}는 작은 파장 간격 {\displaystyle [\lambda -{d\lambda  \over 2},\lambda +{d\lambda  \over 2}]} 내의 복사선의 방사속이다.
파장을 가로축으로 하는 그래프 아래의 면적은 총 방사속과 같다.
단위가 W/Hz인 진동수별 스펙트럼 속:
{\displaystyle \Phi _{\mathrm {e} ,\nu }={d\Phi _{\mathrm {e} } \over d\nu },}
여기서 {\displaystyle d\Phi _{\mathrm {e} }}는 작은 진동수 간격 {\displaystyle [\nu -{d\nu  \over 2},\nu +{d\nu  \over 2}]} 내의 복사선의 방사속이다.
진동수를 가로축으로 하는 그래프 아래의 면적은 총 방사속과 같다.
두 변수의 곱이 빛의 속력({\displaystyle \lambda \cdot \nu =c})이므로 파장 λ 및 진동수 ν에 따른 스펙트럼량은 서로 관련되어 있다:
{\displaystyle \Phi _{\mathrm {e} ,\lambda }={c \over \lambda ^{2}}\Phi _{\mathrm {e} ,\nu },} 또는 {\displaystyle \Phi _{\mathrm {e} ,\nu }={c \over \nu ^{2}}\Phi _{\mathrm {e} ,\lambda },} 또는 {\displaystyle \lambda \Phi _{\mathrm {e} ,\lambda }=\nu \Phi _{\mathrm {e} ,\nu }.}
적분량은 스펙트럼량의 적분으로 얻을 수 있다:
{\displaystyle \Phi _{\mathrm {e} }=\int _{0}^{\infty }\Phi _{\mathrm {e} ,\lambda }\,d\lambda =\int _{0}^{\infty }\Phi _{\mathrm {e} ,\nu }\,d\nu =\int _{0}^{\infty }\lambda \Phi _{\mathrm {e} ,\lambda }\,d\ln \lambda =\int _{0}^{\infty }\nu \Phi _{\mathrm {e} ,\nu }\,d\ln \nu .}

## 같이 보기
- 반사율
- 마이크로파 복사계
- 이온화 방사선 측정
- 복사측정 보정
- 복사측정 해상도